# 浄泉寺 (八王子市)
浄泉寺（じょうせんじ）は、東京都八王子市にある曹洞宗の寺院。

## 歴史
創建年代は不明である。ただ開山の獄応儀堅が1587年（天正15年）の寂であること、開基の近藤助実が後北条氏の家臣であったことから、後北条氏統治期に創建されたものと推測される。近くの御霊神社の旧別当寺であった。
当寺の墓地には、「当寺開基」と記された墓石があり、没年として「天正十八年六月二十三日（1590年7月24日）」と記されている。これはまさに八王子城が落城した日であり、助実の関係者が彼らの菩提を弔うために造立されたものと推測される。

## 交通アクセス
- 狭間駅より徒歩14分。